# 卵巢炎
卵巢炎（英語：Oophoritis），是指女性卵巢部位发生的炎症。
卵巢炎很少单独发生，大多继发于输卵管炎症。因卵巢邻近输卵管，故输卵管炎症时常波及卵巢，二者合并存在时称输卵管—卵巢炎或子宫附件炎。引起卵巢炎症的病原体以细菌为主，病毒、霉菌、原虫、淋病双球菌感染则少见。流行性腮腺炎病毒易经血行感染，可单独发生于卵巢。此外，急性阑尾炎等也可引起卵巢炎。
卵巢炎常发生于生育年龄，以25-35岁发病率最高。月经期、流产后或产褥期的卫生环境与卵巢炎的发生相关。